# 德胡罗阿德
德胡罗阿德（Dehu Road），是印度马哈拉施特拉邦浦那县的一个城镇。总人口46900（2001年）。

## 人口
该地2001年总人口46900人，其中男性24823人，女性22077人；0—6岁人口5697人，其中男3022人，女2675人；识字率73.52%，其中男性为79.58%，女性为66.72%。